# Katholische Hochschule für Kirchenmusik Rottenburg

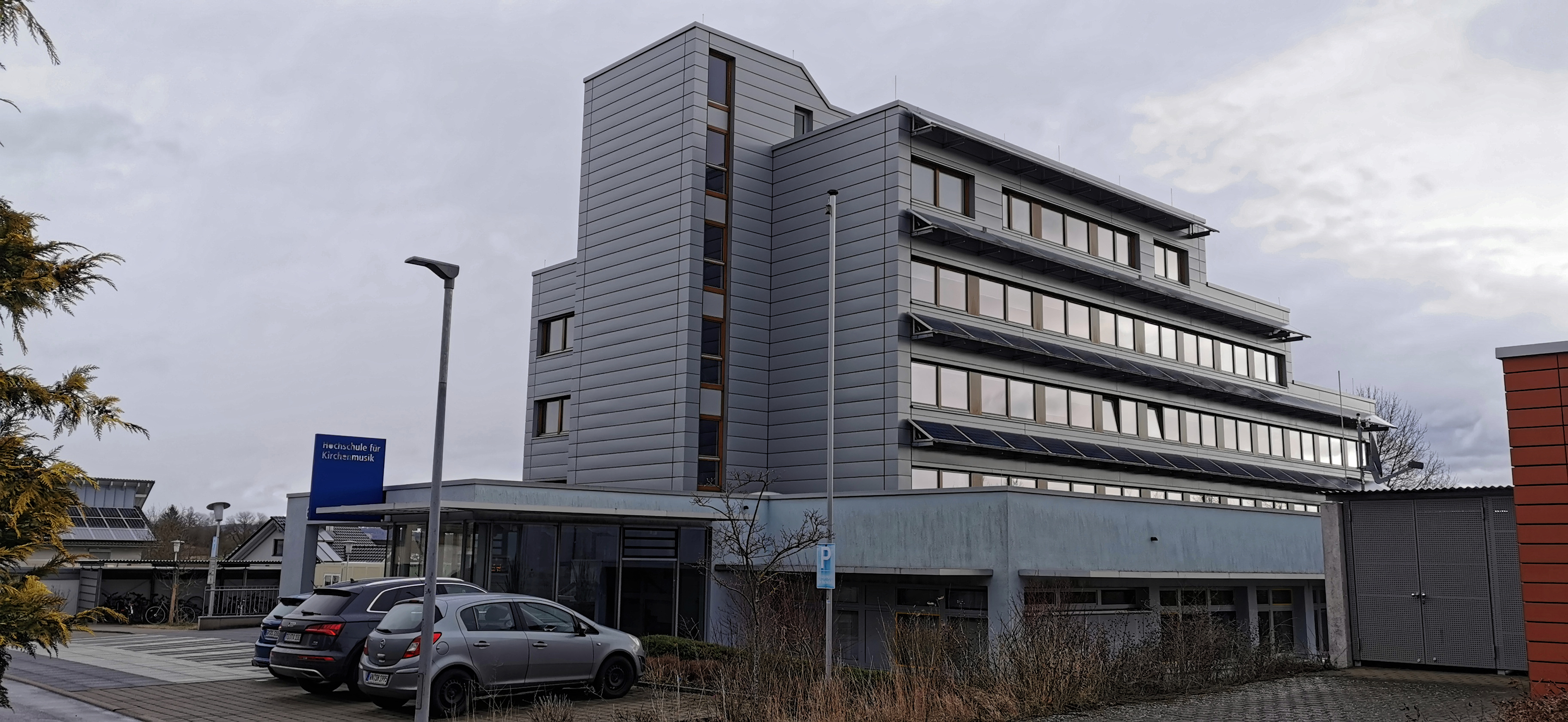
Katholische Hochschule für Kirchenmusik Rottenburg

Die Katholische Hochschule für Kirchenmusik Rottenburg (offiziell: Hochschule für Kirchenmusik der Diözese Rottenburg-Stuttgart) ist eine kirchliche Kunsthochschule in Rottenburg am Neckar mit der Bezeichnung „Institutum Superius Musicae Sacrae“. Der Träger der Hochschule ist die Diözese Rottenburg-Stuttgart.

## Geschichte
Die Hochschule für Kirchenmusik wurde am 11. November 1997 gegründet. Der damalige Bischof Walter Kasper erhob die 1972 gegründete Kirchenmusikschule Rottenburg zur Hochschule (Vorgänger: 1928 St. Meinradheim, 1949 Bischöfliche Musikschule). Direktor der Kirchenmusikschule Rottenburg/Stuttgart war von 1970 bis 1983 der Konzertorganist Bernhard Ader. Am 22. November 1997 wurde die Gründung durch den Kardinalpräfekten der Kongregation für das Bildungswesen, Pio Laghi, bestätigt. Die Hochschule führt seitdem die Bezeichnung „Institutum Superius Musicae Sacrae“.

## Studiengänge
Die Hochschule bietet Masterstudiengänge in Katholischer Kirchenmusik (Allgemeines Profil (A), Schwerpunkt Orgelliteraturspiel, Orgelimprovisation, Chorleitung und Gregorianik/Deutscher Liturgiegesang), Masterstudiengänge in Orgelliteraturspiel, Orgelimprovisation und Gregorianik/Deutscher Liturgiegesang, den Bachelorstudiengang Katholische Kirchenmusik (B) sowie die C-Ausbildung für nebenberufliche Kirchenmusiker an. Die Masterstudiengänge dauern 4 Semester. Der berufsqualifizierende Bachelorstudiengang (B) dauert 8 Semester und ist gleichwertig mit dem Studium an staatlichen Musikhochschulen oder anderen Hochschulen für Kirchenmusik.
Mit der C-Ausbildung werden im Auftrag des Amtes für Kirchenmusik der Diözese Rottenburg-Stuttgart nebenberufliche Kirchenmusiker ausgebildet.

## Organisation
Großkanzler der Hochschule ist der Bischof der Diözese Rottenburg-Stuttgart. Seit Dezember 2024 ist dies Klaus Krämer, der auf Gebhard Fürst folgte. Erster Leiter der Hochschule war Rektor Bernhard Schmid und Prorektor Domorganist Wolfram Rehfeldt. Seit Oktober 2016 hat Stefan Palm das Amt des Rektors sowie der ehemalige Domorganist Ruben Johannes Sturm das Amt des Prorektors von 2016 bis 2022 inne. Ihm folgte seit Ende 2022 Wolfgang Weis als neuer Prorektor der Hochschule für Kirchenmusik nach.

## Sonstiges
Die Hochschule kooperiert mit der Evangelischen Hochschule für Kirchenmusik in Tübingen, dem musikwissenschaftlichen Institut der Eberhard Karls Universität Tübingen und der Valparaiso University im US-Bundesstaat Indiana.

## Aktuelle und ehemalige Lehrkräfte (Auswahl)
- Hubert Beck, Orgel
- Widmar Hader, Tonsatz und Gehörbildung
- Viera Janárčeková
- Jan Janca
- Bernhard Marx, Orgel
- Christian Schmid, Chorleitung
- Konrad Philipp Schuba, Orgel
- Veronika Stoertzenbach, Dirigieren, Chorleitung
- Heinrich Walther, Orgel

## Alumni
- Peter Schindler (* 1960), Komponist, Pianist
- Harald Schmidt (* 1957), deutscher Kabarettist, Kirchenmusikschule
- Joachim Schreiber (* 1964), deutscher, katholischer Kirchenmusiker
- Jochen Theurer (* 1978), deutscher Autor